# Tốt (cờ vua)
Xem thêm: Tốt (quân cờ)
Tốt (♙, ♟) còn gọi là Chốt hoặc Binh là quân cờ thấp nhất và (trong hầu hết trường hợp) quân cờ yếu nhất trên bàn cờ vua. Trong lịch sử nó đại diện cho bộ binh, hoặc cụ thể hơn là tá điền hoặc mâu. Mỗi đấu thủ bắt đầu ván cờ với tám tốt, mỗi tốt đứng trong một ô vuông ở hàng thứ hai, theo hướng nhìn của đấu thủ. Trong cách ghi cờ vua, các tốt trắng ban đầu có vị trí a2, b2, c2, d2, e2, f2, g2, h2, các tốt đen có vị trí a7, b7, c7, d7, e7, f7, g7, h7.
Vì các tốt có khác biệt nhiều so với các quân cờ khác, danh từ quân trong cờ vua không bao gồm các tốt, mặc dù sự phân biệt giữa các "quân" và "tốt" không được đề cập trong luật chính thức.

## Di chuyển
|   | a | b | c | d | e | f | g | h |   |
| 8 | a7 black pawn · b7 black pawn · c7 black pawn · d7 black pawn · e7 black pawn · f7 black pawn · g7 black pawn · h7 black pawn · a2 white pawn · b2 white pawn · c2 white pawn · d2 white pawn · e2 white pawn · f2 white pawn · g2 white pawn · h2 white pawn | a7 black pawn · b7 black pawn · c7 black pawn · d7 black pawn · e7 black pawn · f7 black pawn · g7 black pawn · h7 black pawn · a2 white pawn · b2 white pawn · c2 white pawn · d2 white pawn · e2 white pawn · f2 white pawn · g2 white pawn · h2 white pawn | a7 black pawn · b7 black pawn · c7 black pawn · d7 black pawn · e7 black pawn · f7 black pawn · g7 black pawn · h7 black pawn · a2 white pawn · b2 white pawn · c2 white pawn · d2 white pawn · e2 white pawn · f2 white pawn · g2 white pawn · h2 white pawn | a7 black pawn · b7 black pawn · c7 black pawn · d7 black pawn · e7 black pawn · f7 black pawn · g7 black pawn · h7 black pawn · a2 white pawn · b2 white pawn · c2 white pawn · d2 white pawn · e2 white pawn · f2 white pawn · g2 white pawn · h2 white pawn | a7 black pawn · b7 black pawn · c7 black pawn · d7 black pawn · e7 black pawn · f7 black pawn · g7 black pawn · h7 black pawn · a2 white pawn · b2 white pawn · c2 white pawn · d2 white pawn · e2 white pawn · f2 white pawn · g2 white pawn · h2 white pawn | a7 black pawn · b7 black pawn · c7 black pawn · d7 black pawn · e7 black pawn · f7 black pawn · g7 black pawn · h7 black pawn · a2 white pawn · b2 white pawn · c2 white pawn · d2 white pawn · e2 white pawn · f2 white pawn · g2 white pawn · h2 white pawn | a7 black pawn · b7 black pawn · c7 black pawn · d7 black pawn · e7 black pawn · f7 black pawn · g7 black pawn · h7 black pawn · a2 white pawn · b2 white pawn · c2 white pawn · d2 white pawn · e2 white pawn · f2 white pawn · g2 white pawn · h2 white pawn | a7 black pawn · b7 black pawn · c7 black pawn · d7 black pawn · e7 black pawn · f7 black pawn · g7 black pawn · h7 black pawn · a2 white pawn · b2 white pawn · c2 white pawn · d2 white pawn · e2 white pawn · f2 white pawn · g2 white pawn · h2 white pawn | 8 |
| 7 | a7 black pawn · b7 black pawn · c7 black pawn · d7 black pawn · e7 black pawn · f7 black pawn · g7 black pawn · h7 black pawn · a2 white pawn · b2 white pawn · c2 white pawn · d2 white pawn · e2 white pawn · f2 white pawn · g2 white pawn · h2 white pawn | a7 black pawn · b7 black pawn · c7 black pawn · d7 black pawn · e7 black pawn · f7 black pawn · g7 black pawn · h7 black pawn · a2 white pawn · b2 white pawn · c2 white pawn · d2 white pawn · e2 white pawn · f2 white pawn · g2 white pawn · h2 white pawn | a7 black pawn · b7 black pawn · c7 black pawn · d7 black pawn · e7 black pawn · f7 black pawn · g7 black pawn · h7 black pawn · a2 white pawn · b2 white pawn · c2 white pawn · d2 white pawn · e2 white pawn · f2 white pawn · g2 white pawn · h2 white pawn | a7 black pawn · b7 black pawn · c7 black pawn · d7 black pawn · e7 black pawn · f7 black pawn · g7 black pawn · h7 black pawn · a2 white pawn · b2 white pawn · c2 white pawn · d2 white pawn · e2 white pawn · f2 white pawn · g2 white pawn · h2 white pawn | a7 black pawn · b7 black pawn · c7 black pawn · d7 black pawn · e7 black pawn · f7 black pawn · g7 black pawn · h7 black pawn · a2 white pawn · b2 white pawn · c2 white pawn · d2 white pawn · e2 white pawn · f2 white pawn · g2 white pawn · h2 white pawn | a7 black pawn · b7 black pawn · c7 black pawn · d7 black pawn · e7 black pawn · f7 black pawn · g7 black pawn · h7 black pawn · a2 white pawn · b2 white pawn · c2 white pawn · d2 white pawn · e2 white pawn · f2 white pawn · g2 white pawn · h2 white pawn | a7 black pawn · b7 black pawn · c7 black pawn · d7 black pawn · e7 black pawn · f7 black pawn · g7 black pawn · h7 black pawn · a2 white pawn · b2 white pawn · c2 white pawn · d2 white pawn · e2 white pawn · f2 white pawn · g2 white pawn · h2 white pawn | a7 black pawn · b7 black pawn · c7 black pawn · d7 black pawn · e7 black pawn · f7 black pawn · g7 black pawn · h7 black pawn · a2 white pawn · b2 white pawn · c2 white pawn · d2 white pawn · e2 white pawn · f2 white pawn · g2 white pawn · h2 white pawn | 7 |
| 6 | a7 black pawn · b7 black pawn · c7 black pawn · d7 black pawn · e7 black pawn · f7 black pawn · g7 black pawn · h7 black pawn · a2 white pawn · b2 white pawn · c2 white pawn · d2 white pawn · e2 white pawn · f2 white pawn · g2 white pawn · h2 white pawn | a7 black pawn · b7 black pawn · c7 black pawn · d7 black pawn · e7 black pawn · f7 black pawn · g7 black pawn · h7 black pawn · a2 white pawn · b2 white pawn · c2 white pawn · d2 white pawn · e2 white pawn · f2 white pawn · g2 white pawn · h2 white pawn | a7 black pawn · b7 black pawn · c7 black pawn · d7 black pawn · e7 black pawn · f7 black pawn · g7 black pawn · h7 black pawn · a2 white pawn · b2 white pawn · c2 white pawn · d2 white pawn · e2 white pawn · f2 white pawn · g2 white pawn · h2 white pawn | a7 black pawn · b7 black pawn · c7 black pawn · d7 black pawn · e7 black pawn · f7 black pawn · g7 black pawn · h7 black pawn · a2 white pawn · b2 white pawn · c2 white pawn · d2 white pawn · e2 white pawn · f2 white pawn · g2 white pawn · h2 white pawn | a7 black pawn · b7 black pawn · c7 black pawn · d7 black pawn · e7 black pawn · f7 black pawn · g7 black pawn · h7 black pawn · a2 white pawn · b2 white pawn · c2 white pawn · d2 white pawn · e2 white pawn · f2 white pawn · g2 white pawn · h2 white pawn | a7 black pawn · b7 black pawn · c7 black pawn · d7 black pawn · e7 black pawn · f7 black pawn · g7 black pawn · h7 black pawn · a2 white pawn · b2 white pawn · c2 white pawn · d2 white pawn · e2 white pawn · f2 white pawn · g2 white pawn · h2 white pawn | a7 black pawn · b7 black pawn · c7 black pawn · d7 black pawn · e7 black pawn · f7 black pawn · g7 black pawn · h7 black pawn · a2 white pawn · b2 white pawn · c2 white pawn · d2 white pawn · e2 white pawn · f2 white pawn · g2 white pawn · h2 white pawn | a7 black pawn · b7 black pawn · c7 black pawn · d7 black pawn · e7 black pawn · f7 black pawn · g7 black pawn · h7 black pawn · a2 white pawn · b2 white pawn · c2 white pawn · d2 white pawn · e2 white pawn · f2 white pawn · g2 white pawn · h2 white pawn | 6 |
| 5 | a7 black pawn · b7 black pawn · c7 black pawn · d7 black pawn · e7 black pawn · f7 black pawn · g7 black pawn · h7 black pawn · a2 white pawn · b2 white pawn · c2 white pawn · d2 white pawn · e2 white pawn · f2 white pawn · g2 white pawn · h2 white pawn | a7 black pawn · b7 black pawn · c7 black pawn · d7 black pawn · e7 black pawn · f7 black pawn · g7 black pawn · h7 black pawn · a2 white pawn · b2 white pawn · c2 white pawn · d2 white pawn · e2 white pawn · f2 white pawn · g2 white pawn · h2 white pawn | a7 black pawn · b7 black pawn · c7 black pawn · d7 black pawn · e7 black pawn · f7 black pawn · g7 black pawn · h7 black pawn · a2 white pawn · b2 white pawn · c2 white pawn · d2 white pawn · e2 white pawn · f2 white pawn · g2 white pawn · h2 white pawn | a7 black pawn · b7 black pawn · c7 black pawn · d7 black pawn · e7 black pawn · f7 black pawn · g7 black pawn · h7 black pawn · a2 white pawn · b2 white pawn · c2 white pawn · d2 white pawn · e2 white pawn · f2 white pawn · g2 white pawn · h2 white pawn | a7 black pawn · b7 black pawn · c7 black pawn · d7 black pawn · e7 black pawn · f7 black pawn · g7 black pawn · h7 black pawn · a2 white pawn · b2 white pawn · c2 white pawn · d2 white pawn · e2 white pawn · f2 white pawn · g2 white pawn · h2 white pawn | a7 black pawn · b7 black pawn · c7 black pawn · d7 black pawn · e7 black pawn · f7 black pawn · g7 black pawn · h7 black pawn · a2 white pawn · b2 white pawn · c2 white pawn · d2 white pawn · e2 white pawn · f2 white pawn · g2 white pawn · h2 white pawn | a7 black pawn · b7 black pawn · c7 black pawn · d7 black pawn · e7 black pawn · f7 black pawn · g7 black pawn · h7 black pawn · a2 white pawn · b2 white pawn · c2 white pawn · d2 white pawn · e2 white pawn · f2 white pawn · g2 white pawn · h2 white pawn | a7 black pawn · b7 black pawn · c7 black pawn · d7 black pawn · e7 black pawn · f7 black pawn · g7 black pawn · h7 black pawn · a2 white pawn · b2 white pawn · c2 white pawn · d2 white pawn · e2 white pawn · f2 white pawn · g2 white pawn · h2 white pawn | 5 |
| 4 | a7 black pawn · b7 black pawn · c7 black pawn · d7 black pawn · e7 black pawn · f7 black pawn · g7 black pawn · h7 black pawn · a2 white pawn · b2 white pawn · c2 white pawn · d2 white pawn · e2 white pawn · f2 white pawn · g2 white pawn · h2 white pawn | a7 black pawn · b7 black pawn · c7 black pawn · d7 black pawn · e7 black pawn · f7 black pawn · g7 black pawn · h7 black pawn · a2 white pawn · b2 white pawn · c2 white pawn · d2 white pawn · e2 white pawn · f2 white pawn · g2 white pawn · h2 white pawn | a7 black pawn · b7 black pawn · c7 black pawn · d7 black pawn · e7 black pawn · f7 black pawn · g7 black pawn · h7 black pawn · a2 white pawn · b2 white pawn · c2 white pawn · d2 white pawn · e2 white pawn · f2 white pawn · g2 white pawn · h2 white pawn | a7 black pawn · b7 black pawn · c7 black pawn · d7 black pawn · e7 black pawn · f7 black pawn · g7 black pawn · h7 black pawn · a2 white pawn · b2 white pawn · c2 white pawn · d2 white pawn · e2 white pawn · f2 white pawn · g2 white pawn · h2 white pawn | a7 black pawn · b7 black pawn · c7 black pawn · d7 black pawn · e7 black pawn · f7 black pawn · g7 black pawn · h7 black pawn · a2 white pawn · b2 white pawn · c2 white pawn · d2 white pawn · e2 white pawn · f2 white pawn · g2 white pawn · h2 white pawn | a7 black pawn · b7 black pawn · c7 black pawn · d7 black pawn · e7 black pawn · f7 black pawn · g7 black pawn · h7 black pawn · a2 white pawn · b2 white pawn · c2 white pawn · d2 white pawn · e2 white pawn · f2 white pawn · g2 white pawn · h2 white pawn | a7 black pawn · b7 black pawn · c7 black pawn · d7 black pawn · e7 black pawn · f7 black pawn · g7 black pawn · h7 black pawn · a2 white pawn · b2 white pawn · c2 white pawn · d2 white pawn · e2 white pawn · f2 white pawn · g2 white pawn · h2 white pawn | a7 black pawn · b7 black pawn · c7 black pawn · d7 black pawn · e7 black pawn · f7 black pawn · g7 black pawn · h7 black pawn · a2 white pawn · b2 white pawn · c2 white pawn · d2 white pawn · e2 white pawn · f2 white pawn · g2 white pawn · h2 white pawn | 4 |
| 3 | a7 black pawn · b7 black pawn · c7 black pawn · d7 black pawn · e7 black pawn · f7 black pawn · g7 black pawn · h7 black pawn · a2 white pawn · b2 white pawn · c2 white pawn · d2 white pawn · e2 white pawn · f2 white pawn · g2 white pawn · h2 white pawn | a7 black pawn · b7 black pawn · c7 black pawn · d7 black pawn · e7 black pawn · f7 black pawn · g7 black pawn · h7 black pawn · a2 white pawn · b2 white pawn · c2 white pawn · d2 white pawn · e2 white pawn · f2 white pawn · g2 white pawn · h2 white pawn | a7 black pawn · b7 black pawn · c7 black pawn · d7 black pawn · e7 black pawn · f7 black pawn · g7 black pawn · h7 black pawn · a2 white pawn · b2 white pawn · c2 white pawn · d2 white pawn · e2 white pawn · f2 white pawn · g2 white pawn · h2 white pawn | a7 black pawn · b7 black pawn · c7 black pawn · d7 black pawn · e7 black pawn · f7 black pawn · g7 black pawn · h7 black pawn · a2 white pawn · b2 white pawn · c2 white pawn · d2 white pawn · e2 white pawn · f2 white pawn · g2 white pawn · h2 white pawn | a7 black pawn · b7 black pawn · c7 black pawn · d7 black pawn · e7 black pawn · f7 black pawn · g7 black pawn · h7 black pawn · a2 white pawn · b2 white pawn · c2 white pawn · d2 white pawn · e2 white pawn · f2 white pawn · g2 white pawn · h2 white pawn | a7 black pawn · b7 black pawn · c7 black pawn · d7 black pawn · e7 black pawn · f7 black pawn · g7 black pawn · h7 black pawn · a2 white pawn · b2 white pawn · c2 white pawn · d2 white pawn · e2 white pawn · f2 white pawn · g2 white pawn · h2 white pawn | a7 black pawn · b7 black pawn · c7 black pawn · d7 black pawn · e7 black pawn · f7 black pawn · g7 black pawn · h7 black pawn · a2 white pawn · b2 white pawn · c2 white pawn · d2 white pawn · e2 white pawn · f2 white pawn · g2 white pawn · h2 white pawn | a7 black pawn · b7 black pawn · c7 black pawn · d7 black pawn · e7 black pawn · f7 black pawn · g7 black pawn · h7 black pawn · a2 white pawn · b2 white pawn · c2 white pawn · d2 white pawn · e2 white pawn · f2 white pawn · g2 white pawn · h2 white pawn | 3 |
| 2 | a7 black pawn · b7 black pawn · c7 black pawn · d7 black pawn · e7 black pawn · f7 black pawn · g7 black pawn · h7 black pawn · a2 white pawn · b2 white pawn · c2 white pawn · d2 white pawn · e2 white pawn · f2 white pawn · g2 white pawn · h2 white pawn | a7 black pawn · b7 black pawn · c7 black pawn · d7 black pawn · e7 black pawn · f7 black pawn · g7 black pawn · h7 black pawn · a2 white pawn · b2 white pawn · c2 white pawn · d2 white pawn · e2 white pawn · f2 white pawn · g2 white pawn · h2 white pawn | a7 black pawn · b7 black pawn · c7 black pawn · d7 black pawn · e7 black pawn · f7 black pawn · g7 black pawn · h7 black pawn · a2 white pawn · b2 white pawn · c2 white pawn · d2 white pawn · e2 white pawn · f2 white pawn · g2 white pawn · h2 white pawn | a7 black pawn · b7 black pawn · c7 black pawn · d7 black pawn · e7 black pawn · f7 black pawn · g7 black pawn · h7 black pawn · a2 white pawn · b2 white pawn · c2 white pawn · d2 white pawn · e2 white pawn · f2 white pawn · g2 white pawn · h2 white pawn | a7 black pawn · b7 black pawn · c7 black pawn · d7 black pawn · e7 black pawn · f7 black pawn · g7 black pawn · h7 black pawn · a2 white pawn · b2 white pawn · c2 white pawn · d2 white pawn · e2 white pawn · f2 white pawn · g2 white pawn · h2 white pawn | a7 black pawn · b7 black pawn · c7 black pawn · d7 black pawn · e7 black pawn · f7 black pawn · g7 black pawn · h7 black pawn · a2 white pawn · b2 white pawn · c2 white pawn · d2 white pawn · e2 white pawn · f2 white pawn · g2 white pawn · h2 white pawn | a7 black pawn · b7 black pawn · c7 black pawn · d7 black pawn · e7 black pawn · f7 black pawn · g7 black pawn · h7 black pawn · a2 white pawn · b2 white pawn · c2 white pawn · d2 white pawn · e2 white pawn · f2 white pawn · g2 white pawn · h2 white pawn | a7 black pawn · b7 black pawn · c7 black pawn · d7 black pawn · e7 black pawn · f7 black pawn · g7 black pawn · h7 black pawn · a2 white pawn · b2 white pawn · c2 white pawn · d2 white pawn · e2 white pawn · f2 white pawn · g2 white pawn · h2 white pawn | 2 |
| 1 | a7 black pawn · b7 black pawn · c7 black pawn · d7 black pawn · e7 black pawn · f7 black pawn · g7 black pawn · h7 black pawn · a2 white pawn · b2 white pawn · c2 white pawn · d2 white pawn · e2 white pawn · f2 white pawn · g2 white pawn · h2 white pawn | a7 black pawn · b7 black pawn · c7 black pawn · d7 black pawn · e7 black pawn · f7 black pawn · g7 black pawn · h7 black pawn · a2 white pawn · b2 white pawn · c2 white pawn · d2 white pawn · e2 white pawn · f2 white pawn · g2 white pawn · h2 white pawn | a7 black pawn · b7 black pawn · c7 black pawn · d7 black pawn · e7 black pawn · f7 black pawn · g7 black pawn · h7 black pawn · a2 white pawn · b2 white pawn · c2 white pawn · d2 white pawn · e2 white pawn · f2 white pawn · g2 white pawn · h2 white pawn | a7 black pawn · b7 black pawn · c7 black pawn · d7 black pawn · e7 black pawn · f7 black pawn · g7 black pawn · h7 black pawn · a2 white pawn · b2 white pawn · c2 white pawn · d2 white pawn · e2 white pawn · f2 white pawn · g2 white pawn · h2 white pawn | a7 black pawn · b7 black pawn · c7 black pawn · d7 black pawn · e7 black pawn · f7 black pawn · g7 black pawn · h7 black pawn · a2 white pawn · b2 white pawn · c2 white pawn · d2 white pawn · e2 white pawn · f2 white pawn · g2 white pawn · h2 white pawn | a7 black pawn · b7 black pawn · c7 black pawn · d7 black pawn · e7 black pawn · f7 black pawn · g7 black pawn · h7 black pawn · a2 white pawn · b2 white pawn · c2 white pawn · d2 white pawn · e2 white pawn · f2 white pawn · g2 white pawn · h2 white pawn | a7 black pawn · b7 black pawn · c7 black pawn · d7 black pawn · e7 black pawn · f7 black pawn · g7 black pawn · h7 black pawn · a2 white pawn · b2 white pawn · c2 white pawn · d2 white pawn · e2 white pawn · f2 white pawn · g2 white pawn · h2 white pawn | a7 black pawn · b7 black pawn · c7 black pawn · d7 black pawn · e7 black pawn · f7 black pawn · g7 black pawn · h7 black pawn · a2 white pawn · b2 white pawn · c2 white pawn · d2 white pawn · e2 white pawn · f2 white pawn · g2 white pawn · h2 white pawn | 1 |
|   | a | b | c | d | e | f | g | h |   |

|   | a | b | c | d | e | f | g | h |   |
| 8 | g7 black pawn · a6 black pawn · g6 black circle · a5 black circle · c5 white circle · g5 black circle · c4 white pawn · e4 white circle · e3 white circle · e2 white pawn | g7 black pawn · a6 black pawn · g6 black circle · a5 black circle · c5 white circle · g5 black circle · c4 white pawn · e4 white circle · e3 white circle · e2 white pawn | g7 black pawn · a6 black pawn · g6 black circle · a5 black circle · c5 white circle · g5 black circle · c4 white pawn · e4 white circle · e3 white circle · e2 white pawn | g7 black pawn · a6 black pawn · g6 black circle · a5 black circle · c5 white circle · g5 black circle · c4 white pawn · e4 white circle · e3 white circle · e2 white pawn | g7 black pawn · a6 black pawn · g6 black circle · a5 black circle · c5 white circle · g5 black circle · c4 white pawn · e4 white circle · e3 white circle · e2 white pawn | g7 black pawn · a6 black pawn · g6 black circle · a5 black circle · c5 white circle · g5 black circle · c4 white pawn · e4 white circle · e3 white circle · e2 white pawn | g7 black pawn · a6 black pawn · g6 black circle · a5 black circle · c5 white circle · g5 black circle · c4 white pawn · e4 white circle · e3 white circle · e2 white pawn | g7 black pawn · a6 black pawn · g6 black circle · a5 black circle · c5 white circle · g5 black circle · c4 white pawn · e4 white circle · e3 white circle · e2 white pawn | 8 |
| 7 | g7 black pawn · a6 black pawn · g6 black circle · a5 black circle · c5 white circle · g5 black circle · c4 white pawn · e4 white circle · e3 white circle · e2 white pawn | g7 black pawn · a6 black pawn · g6 black circle · a5 black circle · c5 white circle · g5 black circle · c4 white pawn · e4 white circle · e3 white circle · e2 white pawn | g7 black pawn · a6 black pawn · g6 black circle · a5 black circle · c5 white circle · g5 black circle · c4 white pawn · e4 white circle · e3 white circle · e2 white pawn | g7 black pawn · a6 black pawn · g6 black circle · a5 black circle · c5 white circle · g5 black circle · c4 white pawn · e4 white circle · e3 white circle · e2 white pawn | g7 black pawn · a6 black pawn · g6 black circle · a5 black circle · c5 white circle · g5 black circle · c4 white pawn · e4 white circle · e3 white circle · e2 white pawn | g7 black pawn · a6 black pawn · g6 black circle · a5 black circle · c5 white circle · g5 black circle · c4 white pawn · e4 white circle · e3 white circle · e2 white pawn | g7 black pawn · a6 black pawn · g6 black circle · a5 black circle · c5 white circle · g5 black circle · c4 white pawn · e4 white circle · e3 white circle · e2 white pawn | g7 black pawn · a6 black pawn · g6 black circle · a5 black circle · c5 white circle · g5 black circle · c4 white pawn · e4 white circle · e3 white circle · e2 white pawn | 7 |
| 6 | g7 black pawn · a6 black pawn · g6 black circle · a5 black circle · c5 white circle · g5 black circle · c4 white pawn · e4 white circle · e3 white circle · e2 white pawn | g7 black pawn · a6 black pawn · g6 black circle · a5 black circle · c5 white circle · g5 black circle · c4 white pawn · e4 white circle · e3 white circle · e2 white pawn | g7 black pawn · a6 black pawn · g6 black circle · a5 black circle · c5 white circle · g5 black circle · c4 white pawn · e4 white circle · e3 white circle · e2 white pawn | g7 black pawn · a6 black pawn · g6 black circle · a5 black circle · c5 white circle · g5 black circle · c4 white pawn · e4 white circle · e3 white circle · e2 white pawn | g7 black pawn · a6 black pawn · g6 black circle · a5 black circle · c5 white circle · g5 black circle · c4 white pawn · e4 white circle · e3 white circle · e2 white pawn | g7 black pawn · a6 black pawn · g6 black circle · a5 black circle · c5 white circle · g5 black circle · c4 white pawn · e4 white circle · e3 white circle · e2 white pawn | g7 black pawn · a6 black pawn · g6 black circle · a5 black circle · c5 white circle · g5 black circle · c4 white pawn · e4 white circle · e3 white circle · e2 white pawn | g7 black pawn · a6 black pawn · g6 black circle · a5 black circle · c5 white circle · g5 black circle · c4 white pawn · e4 white circle · e3 white circle · e2 white pawn | 6 |
| 5 | g7 black pawn · a6 black pawn · g6 black circle · a5 black circle · c5 white circle · g5 black circle · c4 white pawn · e4 white circle · e3 white circle · e2 white pawn | g7 black pawn · a6 black pawn · g6 black circle · a5 black circle · c5 white circle · g5 black circle · c4 white pawn · e4 white circle · e3 white circle · e2 white pawn | g7 black pawn · a6 black pawn · g6 black circle · a5 black circle · c5 white circle · g5 black circle · c4 white pawn · e4 white circle · e3 white circle · e2 white pawn | g7 black pawn · a6 black pawn · g6 black circle · a5 black circle · c5 white circle · g5 black circle · c4 white pawn · e4 white circle · e3 white circle · e2 white pawn | g7 black pawn · a6 black pawn · g6 black circle · a5 black circle · c5 white circle · g5 black circle · c4 white pawn · e4 white circle · e3 white circle · e2 white pawn | g7 black pawn · a6 black pawn · g6 black circle · a5 black circle · c5 white circle · g5 black circle · c4 white pawn · e4 white circle · e3 white circle · e2 white pawn | g7 black pawn · a6 black pawn · g6 black circle · a5 black circle · c5 white circle · g5 black circle · c4 white pawn · e4 white circle · e3 white circle · e2 white pawn | g7 black pawn · a6 black pawn · g6 black circle · a5 black circle · c5 white circle · g5 black circle · c4 white pawn · e4 white circle · e3 white circle · e2 white pawn | 5 |
| 4 | g7 black pawn · a6 black pawn · g6 black circle · a5 black circle · c5 white circle · g5 black circle · c4 white pawn · e4 white circle · e3 white circle · e2 white pawn | g7 black pawn · a6 black pawn · g6 black circle · a5 black circle · c5 white circle · g5 black circle · c4 white pawn · e4 white circle · e3 white circle · e2 white pawn | g7 black pawn · a6 black pawn · g6 black circle · a5 black circle · c5 white circle · g5 black circle · c4 white pawn · e4 white circle · e3 white circle · e2 white pawn | g7 black pawn · a6 black pawn · g6 black circle · a5 black circle · c5 white circle · g5 black circle · c4 white pawn · e4 white circle · e3 white circle · e2 white pawn | g7 black pawn · a6 black pawn · g6 black circle · a5 black circle · c5 white circle · g5 black circle · c4 white pawn · e4 white circle · e3 white circle · e2 white pawn | g7 black pawn · a6 black pawn · g6 black circle · a5 black circle · c5 white circle · g5 black circle · c4 white pawn · e4 white circle · e3 white circle · e2 white pawn | g7 black pawn · a6 black pawn · g6 black circle · a5 black circle · c5 white circle · g5 black circle · c4 white pawn · e4 white circle · e3 white circle · e2 white pawn | g7 black pawn · a6 black pawn · g6 black circle · a5 black circle · c5 white circle · g5 black circle · c4 white pawn · e4 white circle · e3 white circle · e2 white pawn | 4 |
| 3 | g7 black pawn · a6 black pawn · g6 black circle · a5 black circle · c5 white circle · g5 black circle · c4 white pawn · e4 white circle · e3 white circle · e2 white pawn | g7 black pawn · a6 black pawn · g6 black circle · a5 black circle · c5 white circle · g5 black circle · c4 white pawn · e4 white circle · e3 white circle · e2 white pawn | g7 black pawn · a6 black pawn · g6 black circle · a5 black circle · c5 white circle · g5 black circle · c4 white pawn · e4 white circle · e3 white circle · e2 white pawn | g7 black pawn · a6 black pawn · g6 black circle · a5 black circle · c5 white circle · g5 black circle · c4 white pawn · e4 white circle · e3 white circle · e2 white pawn | g7 black pawn · a6 black pawn · g6 black circle · a5 black circle · c5 white circle · g5 black circle · c4 white pawn · e4 white circle · e3 white circle · e2 white pawn | g7 black pawn · a6 black pawn · g6 black circle · a5 black circle · c5 white circle · g5 black circle · c4 white pawn · e4 white circle · e3 white circle · e2 white pawn | g7 black pawn · a6 black pawn · g6 black circle · a5 black circle · c5 white circle · g5 black circle · c4 white pawn · e4 white circle · e3 white circle · e2 white pawn | g7 black pawn · a6 black pawn · g6 black circle · a5 black circle · c5 white circle · g5 black circle · c4 white pawn · e4 white circle · e3 white circle · e2 white pawn | 3 |
| 2 | g7 black pawn · a6 black pawn · g6 black circle · a5 black circle · c5 white circle · g5 black circle · c4 white pawn · e4 white circle · e3 white circle · e2 white pawn | g7 black pawn · a6 black pawn · g6 black circle · a5 black circle · c5 white circle · g5 black circle · c4 white pawn · e4 white circle · e3 white circle · e2 white pawn | g7 black pawn · a6 black pawn · g6 black circle · a5 black circle · c5 white circle · g5 black circle · c4 white pawn · e4 white circle · e3 white circle · e2 white pawn | g7 black pawn · a6 black pawn · g6 black circle · a5 black circle · c5 white circle · g5 black circle · c4 white pawn · e4 white circle · e3 white circle · e2 white pawn | g7 black pawn · a6 black pawn · g6 black circle · a5 black circle · c5 white circle · g5 black circle · c4 white pawn · e4 white circle · e3 white circle · e2 white pawn | g7 black pawn · a6 black pawn · g6 black circle · a5 black circle · c5 white circle · g5 black circle · c4 white pawn · e4 white circle · e3 white circle · e2 white pawn | g7 black pawn · a6 black pawn · g6 black circle · a5 black circle · c5 white circle · g5 black circle · c4 white pawn · e4 white circle · e3 white circle · e2 white pawn | g7 black pawn · a6 black pawn · g6 black circle · a5 black circle · c5 white circle · g5 black circle · c4 white pawn · e4 white circle · e3 white circle · e2 white pawn | 2 |
| 1 | g7 black pawn · a6 black pawn · g6 black circle · a5 black circle · c5 white circle · g5 black circle · c4 white pawn · e4 white circle · e3 white circle · e2 white pawn | g7 black pawn · a6 black pawn · g6 black circle · a5 black circle · c5 white circle · g5 black circle · c4 white pawn · e4 white circle · e3 white circle · e2 white pawn | g7 black pawn · a6 black pawn · g6 black circle · a5 black circle · c5 white circle · g5 black circle · c4 white pawn · e4 white circle · e3 white circle · e2 white pawn | g7 black pawn · a6 black pawn · g6 black circle · a5 black circle · c5 white circle · g5 black circle · c4 white pawn · e4 white circle · e3 white circle · e2 white pawn | g7 black pawn · a6 black pawn · g6 black circle · a5 black circle · c5 white circle · g5 black circle · c4 white pawn · e4 white circle · e3 white circle · e2 white pawn | g7 black pawn · a6 black pawn · g6 black circle · a5 black circle · c5 white circle · g5 black circle · c4 white pawn · e4 white circle · e3 white circle · e2 white pawn | g7 black pawn · a6 black pawn · g6 black circle · a5 black circle · c5 white circle · g5 black circle · c4 white pawn · e4 white circle · e3 white circle · e2 white pawn | g7 black pawn · a6 black pawn · g6 black circle · a5 black circle · c5 white circle · g5 black circle · c4 white pawn · e4 white circle · e3 white circle · e2 white pawn | 1 |
|   | a | b | c | d | e | f | g | h |   |

Tốt không có quyền đi ngược, khác với các quân khác. Bình thường, các tốt chỉ di chuyển một ô vuông về phía trước, nhưng tốt đứng ở vị trí ban đầu (chưa di chuyển trước đó) có thể di chuyển hai ô về phía trước. Tốt không thể sử dụng nước đi "hai ô" này để bắt quân hoặc nhảy qua một quân hay tốt khác chặn đường nó. Các tốt không thể di chuyển khi ở ô ngay phía trước nó có bất kỳ một quân hay tốt nào khác, chặn đường. Theo lược đồ bên phải, tốt ô c4 có thể di chuyển đến c5, còn tốt e2 có thể di chuyển đến e3 hay e4.

### Bắt quân
|   | a                                                                 | b                                                                 | c                                                                 | d                                                                 | e                                                                 | f                                                                 | g                                                                 | h                                                                 |   |
| 8 | c6 black rook · d6 black bishop · e6 black knight · d5 white pawn | c6 black rook · d6 black bishop · e6 black knight · d5 white pawn | c6 black rook · d6 black bishop · e6 black knight · d5 white pawn | c6 black rook · d6 black bishop · e6 black knight · d5 white pawn | c6 black rook · d6 black bishop · e6 black knight · d5 white pawn | c6 black rook · d6 black bishop · e6 black knight · d5 white pawn | c6 black rook · d6 black bishop · e6 black knight · d5 white pawn | c6 black rook · d6 black bishop · e6 black knight · d5 white pawn | 8 |
| 7 | c6 black rook · d6 black bishop · e6 black knight · d5 white pawn | c6 black rook · d6 black bishop · e6 black knight · d5 white pawn | c6 black rook · d6 black bishop · e6 black knight · d5 white pawn | c6 black rook · d6 black bishop · e6 black knight · d5 white pawn | c6 black rook · d6 black bishop · e6 black knight · d5 white pawn | c6 black rook · d6 black bishop · e6 black knight · d5 white pawn | c6 black rook · d6 black bishop · e6 black knight · d5 white pawn | c6 black rook · d6 black bishop · e6 black knight · d5 white pawn | 7 |
| 6 | c6 black rook · d6 black bishop · e6 black knight · d5 white pawn | c6 black rook · d6 black bishop · e6 black knight · d5 white pawn | c6 black rook · d6 black bishop · e6 black knight · d5 white pawn | c6 black rook · d6 black bishop · e6 black knight · d5 white pawn | c6 black rook · d6 black bishop · e6 black knight · d5 white pawn | c6 black rook · d6 black bishop · e6 black knight · d5 white pawn | c6 black rook · d6 black bishop · e6 black knight · d5 white pawn | c6 black rook · d6 black bishop · e6 black knight · d5 white pawn | 6 |
| 5 | c6 black rook · d6 black bishop · e6 black knight · d5 white pawn | c6 black rook · d6 black bishop · e6 black knight · d5 white pawn | c6 black rook · d6 black bishop · e6 black knight · d5 white pawn | c6 black rook · d6 black bishop · e6 black knight · d5 white pawn | c6 black rook · d6 black bishop · e6 black knight · d5 white pawn | c6 black rook · d6 black bishop · e6 black knight · d5 white pawn | c6 black rook · d6 black bishop · e6 black knight · d5 white pawn | c6 black rook · d6 black bishop · e6 black knight · d5 white pawn | 5 |
| 4 | c6 black rook · d6 black bishop · e6 black knight · d5 white pawn | c6 black rook · d6 black bishop · e6 black knight · d5 white pawn | c6 black rook · d6 black bishop · e6 black knight · d5 white pawn | c6 black rook · d6 black bishop · e6 black knight · d5 white pawn | c6 black rook · d6 black bishop · e6 black knight · d5 white pawn | c6 black rook · d6 black bishop · e6 black knight · d5 white pawn | c6 black rook · d6 black bishop · e6 black knight · d5 white pawn | c6 black rook · d6 black bishop · e6 black knight · d5 white pawn | 4 |
| 3 | c6 black rook · d6 black bishop · e6 black knight · d5 white pawn | c6 black rook · d6 black bishop · e6 black knight · d5 white pawn | c6 black rook · d6 black bishop · e6 black knight · d5 white pawn | c6 black rook · d6 black bishop · e6 black knight · d5 white pawn | c6 black rook · d6 black bishop · e6 black knight · d5 white pawn | c6 black rook · d6 black bishop · e6 black knight · d5 white pawn | c6 black rook · d6 black bishop · e6 black knight · d5 white pawn | c6 black rook · d6 black bishop · e6 black knight · d5 white pawn | 3 |
| 2 | c6 black rook · d6 black bishop · e6 black knight · d5 white pawn | c6 black rook · d6 black bishop · e6 black knight · d5 white pawn | c6 black rook · d6 black bishop · e6 black knight · d5 white pawn | c6 black rook · d6 black bishop · e6 black knight · d5 white pawn | c6 black rook · d6 black bishop · e6 black knight · d5 white pawn | c6 black rook · d6 black bishop · e6 black knight · d5 white pawn | c6 black rook · d6 black bishop · e6 black knight · d5 white pawn | c6 black rook · d6 black bishop · e6 black knight · d5 white pawn | 2 |
| 1 | c6 black rook · d6 black bishop · e6 black knight · d5 white pawn | c6 black rook · d6 black bishop · e6 black knight · d5 white pawn | c6 black rook · d6 black bishop · e6 black knight · d5 white pawn | c6 black rook · d6 black bishop · e6 black knight · d5 white pawn | c6 black rook · d6 black bishop · e6 black knight · d5 white pawn | c6 black rook · d6 black bishop · e6 black knight · d5 white pawn | c6 black rook · d6 black bishop · e6 black knight · d5 white pawn | c6 black rook · d6 black bishop · e6 black knight · d5 white pawn | 1 |
|   | a                                                                 | b                                                                 | c                                                                 | d                                                                 | e                                                                 | f                                                                 | g                                                                 | h                                                                 |   |

Không giống các quân khác, tốt không bắt quân (ăn quân) theo cách nó di chuyển. Tốt bắt quân bằng cách nhảy chéo, một ô về phía trước theo bên trái hoặc bên phải.
Theo lược đồ bên trái, tốt trắng có thể bắt Mã đen hoặc Xe đen.
|   | a                                                                | b                                                                | c                                                                | d                                                                | e                                                                | f                                                                | g                                                                | h                                                                |   |
| 8 | c7 black cross · c6 white circle · c5 black pawn · d5 white pawn | c7 black cross · c6 white circle · c5 black pawn · d5 white pawn | c7 black cross · c6 white circle · c5 black pawn · d5 white pawn | c7 black cross · c6 white circle · c5 black pawn · d5 white pawn | c7 black cross · c6 white circle · c5 black pawn · d5 white pawn | c7 black cross · c6 white circle · c5 black pawn · d5 white pawn | c7 black cross · c6 white circle · c5 black pawn · d5 white pawn | c7 black cross · c6 white circle · c5 black pawn · d5 white pawn | 8 |
| 7 | c7 black cross · c6 white circle · c5 black pawn · d5 white pawn | c7 black cross · c6 white circle · c5 black pawn · d5 white pawn | c7 black cross · c6 white circle · c5 black pawn · d5 white pawn | c7 black cross · c6 white circle · c5 black pawn · d5 white pawn | c7 black cross · c6 white circle · c5 black pawn · d5 white pawn | c7 black cross · c6 white circle · c5 black pawn · d5 white pawn | c7 black cross · c6 white circle · c5 black pawn · d5 white pawn | c7 black cross · c6 white circle · c5 black pawn · d5 white pawn | 7 |
| 6 | c7 black cross · c6 white circle · c5 black pawn · d5 white pawn | c7 black cross · c6 white circle · c5 black pawn · d5 white pawn | c7 black cross · c6 white circle · c5 black pawn · d5 white pawn | c7 black cross · c6 white circle · c5 black pawn · d5 white pawn | c7 black cross · c6 white circle · c5 black pawn · d5 white pawn | c7 black cross · c6 white circle · c5 black pawn · d5 white pawn | c7 black cross · c6 white circle · c5 black pawn · d5 white pawn | c7 black cross · c6 white circle · c5 black pawn · d5 white pawn | 6 |
| 5 | c7 black cross · c6 white circle · c5 black pawn · d5 white pawn | c7 black cross · c6 white circle · c5 black pawn · d5 white pawn | c7 black cross · c6 white circle · c5 black pawn · d5 white pawn | c7 black cross · c6 white circle · c5 black pawn · d5 white pawn | c7 black cross · c6 white circle · c5 black pawn · d5 white pawn | c7 black cross · c6 white circle · c5 black pawn · d5 white pawn | c7 black cross · c6 white circle · c5 black pawn · d5 white pawn | c7 black cross · c6 white circle · c5 black pawn · d5 white pawn | 5 |
| 4 | c7 black cross · c6 white circle · c5 black pawn · d5 white pawn | c7 black cross · c6 white circle · c5 black pawn · d5 white pawn | c7 black cross · c6 white circle · c5 black pawn · d5 white pawn | c7 black cross · c6 white circle · c5 black pawn · d5 white pawn | c7 black cross · c6 white circle · c5 black pawn · d5 white pawn | c7 black cross · c6 white circle · c5 black pawn · d5 white pawn | c7 black cross · c6 white circle · c5 black pawn · d5 white pawn | c7 black cross · c6 white circle · c5 black pawn · d5 white pawn | 4 |
| 3 | c7 black cross · c6 white circle · c5 black pawn · d5 white pawn | c7 black cross · c6 white circle · c5 black pawn · d5 white pawn | c7 black cross · c6 white circle · c5 black pawn · d5 white pawn | c7 black cross · c6 white circle · c5 black pawn · d5 white pawn | c7 black cross · c6 white circle · c5 black pawn · d5 white pawn | c7 black cross · c6 white circle · c5 black pawn · d5 white pawn | c7 black cross · c6 white circle · c5 black pawn · d5 white pawn | c7 black cross · c6 white circle · c5 black pawn · d5 white pawn | 3 |
| 2 | c7 black cross · c6 white circle · c5 black pawn · d5 white pawn | c7 black cross · c6 white circle · c5 black pawn · d5 white pawn | c7 black cross · c6 white circle · c5 black pawn · d5 white pawn | c7 black cross · c6 white circle · c5 black pawn · d5 white pawn | c7 black cross · c6 white circle · c5 black pawn · d5 white pawn | c7 black cross · c6 white circle · c5 black pawn · d5 white pawn | c7 black cross · c6 white circle · c5 black pawn · d5 white pawn | c7 black cross · c6 white circle · c5 black pawn · d5 white pawn | 2 |
| 1 | c7 black cross · c6 white circle · c5 black pawn · d5 white pawn | c7 black cross · c6 white circle · c5 black pawn · d5 white pawn | c7 black cross · c6 white circle · c5 black pawn · d5 white pawn | c7 black cross · c6 white circle · c5 black pawn · d5 white pawn | c7 black cross · c6 white circle · c5 black pawn · d5 white pawn | c7 black cross · c6 white circle · c5 black pawn · d5 white pawn | c7 black cross · c6 white circle · c5 black pawn · d5 white pawn | c7 black cross · c6 white circle · c5 black pawn · d5 white pawn | 1 |
|   | a                                                                | b                                                                | c                                                                | d                                                                | e                                                                | f                                                                | g                                                                | h                                                                |   |

Một nước đi đặc biệt khác của các tốt là nước bắt tốt qua đường còn gọi là ăn qua đường (en passant).
Nước đi này xảy ra khi tốt (gọi là tốt a) di chuyển hai ô về phía trước ở nước đi đầu của nó, và đi qua ô vuông đang bị một tốt đối phương (gọi là tốt b) kiểm soát.
Tốt b khi đó, vốn có quyền bắt tốt a nếu nó chỉ đi một ô, cũng có quyền bắt nó khi nó di chuyển hai ô như là nó chỉ di chuyển một ô. Tốt b bắt tốt a và tiến vào ô mà tốt a vừa bước qua, và tốt a được lấy ra khỏi bàn cờ.
Trên lược đồ bên phải, tốt đen vừa di chuyển từ c7 đến c5, do đó tốt trắng có quyền bắt tốt đen bằng cách di chuyển từ d5 đến c6. Nước đi bắt qua đường phải được thực hiện ngay trong nước đi hai ô mà đối phương vừa thực hiện, nếu không thì sau đó đấu thủ không có quyền sử dụng nước đi này nữa.

### Phong cấp
Một tốt được phong cấp khi nó đã đi đến hàng cuối cùng của bàn cờ đối diện với nó. Khi đó, nó sẽ trở thành một trong các quân hậu, tượng, mã hoặc xe cùng màu theo ý muốn của đấu thủ. Tốt được phong cấp sẽ biến thành quân cờ mới ngay trước nước đi tiếp theo của đối phương.
Phong cấp thường được gọi là "queening" (tạm dịch: "phong hậu"), vì quân cờ thường được lựa chọn nhất là quân hậu. Nếu không phải là quân hậu, quân thường được chọn là quân mã, để tạo ra thế chiếu hết hoặc thế chiếu bắt quân. Phong cấp khác hậu cũng được dùng trong tình huống nếu phong hậu sẽ dẫn đến thế hết nước đi ngay sau đó, và việc phong cấp không thể hoãn lại cho đến khi tình huống này được giải quyết.

## Unicode
Có hai mã Unicode cho hai quân Tốt khác màu:
♙ U+2659 Quân Tốt trắng (HTML &#9817;)
♟ U+265F Quân Tốt đen (HTML &#9823;)